# Sergej Gubarev
Sergej Vladimirovič Gubarev (in russo Сергей Владимирович Губарев?; Frunze, 30 ottobre 1978) è un pallanuotista kazako di ruolo difensore, in forza al club kazako dell'SK Astana di Almaty.

## Palmarès

### Club
- Campionato russo: 1

Šturm: 2004-05